# ألفورادا
ألفورادا هي بلدية في البرازيل، تتبع ريو غراندي دو سول، بلغ عدد سكانها 195٬673  نسمة، في 2010، تبلغ مساحتها 70٫811 كيلومتر مربع، رمزها البريدي هو 94800-000.

## الموقع
تشترك في الحدود مع:
- كاشويرينها.

## أعلام
- فيليب كيمارايس
- لوسنيلدي بيريرا داسيلفا